# Dog Fashion Disco
A Dog Fashion Disco egy avantgárd metal együttes volt a Maryland állambeli Rockville-ből. Hug the Retard néven alakultak 1995-ben. 2007-ben feloszlottak, majd 2013 októberétől kezdve ismét aktívak.

## Rövid történet
Az együttest Todd Smith, Greg Combs és John Ensminger alapították. Eredetileg "Hug the Retard" volt a nevük, de ezt megváltoztatták, mivel úgy gondolták, hogy az eredeti nevük túlzottan sértő. Első, Erotic Massage című lemezük 1997-ben jelent meg, és a John Ensminger dobos által felvett kölcsönből finanszírozták.
Zenéjükben többféle műfaj keveredik, kezdve a hatvanas évek pszichedelikus zenéjétől a jazzen át egészen a cirkuszi zenéig. Szövegeik nagy többsége okkult és szatirikus tartalommal rendelkezik. Hatásaiknak Mike Pattont és két együttesét (Mr. Bungle és Faith No More, a Clutch-ot, a Tool-t, a System of a Down-t és Frank Zappát jelölték meg.

## Tagok
- Todd Smith — ének (1995–2007, 2013–);
- Jasan Stepp — gitár (2003–2007, 2013–)
- Brian "Wendy" White — basszusgitár (2003–2007, 2013–)
- Tim Swanson — billentyűk (2006; 2013–)
- John Ensminger — dob (1995–2003; 2006–2007, 2013–);
- Matt Rippetoe — szaxofon  (2013–)

Volt tagok
- Greg Combs — gitár (1995–2003)
- Stephen Mears ("Grand Master Super Eagle Sultan") — basszusgitár (1996–1998; 1998–2003)
- Jeff Siegel — billentyűk (1998–2006; 2006–2007);
- Mike "Ollie" Oliver — dob (2003–2005), (2014–2015)
- Sennen Quigley — gitár, billentyűk (1997–1998)
- Mark Ammen — basszusgitár (1998)
- Rob Queen — dob (2015 (koncert))
- Jason Stevens — gitár (2003)
- Geoff Stewart — szaxofon  (1997–1998)
- Kristen Ensminger — trombita (1997–1998)
- Dane Robinson - ének , gitár (2008-2013)
- Josh Gifford — trombita (1996–1997)
- Dave Sislen — szaxofon (1996–1997)
- Ken Willard — basszusgitár (1995)[6]

## Diszkográfia
- Erotic Massage (1997)
- Experiments in Alchemy (1998)
- The Embryo's in Bloom (1998)
- Anarchists of Good Taste (2001)
- Committed to a Bright Future (2003)
- Adultery (2006)
- Sweet Nothings (2014)
- Ad Nauseam (2015)
- Erotic Massage (Redux) (2017)
- Experiments in Embryos (2018)
- Anarchists of Good Taste (2018)
- Committed to a Bright Future 2019 (2019)
- Tres Pendejos (2019)
- Cult Classic (2022)

## Válogatáslemezek
- Beating a Dead Horse to Death...Again (válogatáslemez, 2008)

## Koncert albumok
- The City is Alive Tonight...Live in Baltimore (2005)

## EP-k
- Mutilated Genitals EP (2001)
- Day of the Dead EP (2004)

## Videoklipek
- Tastes So Sweet (2014)

## DVD-k
- DFDVD (2004)
- DFD-Day (2005)
- DFDVD-II (2008)